# Lithospermum unicum
Lithospermum unicum là loài thực vật có hoa trong họ Mồ hôi. Loài này được (J.F. Macbr.) J. Cohen mô tả khoa học đầu tiên năm 2009.